# Itaporã do Tocantins
Itaporã do Tocantins es un municipio brasileño del estado del Tocantins. 

## Historia
Itaporã quiere decir piedra bonita. esa ciudad surgió después de la mitad del siglo pasado con la migración de mineros que venían principalmente del estado del Maranhão y Piuaí.

## Geografía
Se localiza a una latitud 08º34'17" sur y a una longitud 48º41'21" oeste, estando a una altitud de 350 metros. Su población estimada en 2007 era de 2.989 habitantes.
prefeita: Maria Aparecida da Silva electa en 2001 y reelecta en 2005, partido PSDB